# Serpico (Film)
Serpico ist ein US-amerikanischer Polizeifilm über Leben und Karriere des New Yorker Polizisten Frank Serpico, verkörpert von Al Pacino. Der Film, der Anfang der 1970er Jahre als einer der ersten Filme die Korruption in der US-amerikanischen Polizei anprangerte, entstand 1973 unter der Regie von Sidney Lumet.
Das Drehbuch ist eine Adaption der gleichnamigen Bestseller-Biografie von Peter Maas.

## Handlung
Francesco Vincent „Frank“ Serpico geht 1959 voller Elan zum New York City Police Department; seit seinen Kindertagen träumt er davon, Polizist zu werden. Als sein Traum sich dann erfüllt, muss er jedoch schnell feststellen, wie es bei der Polizei wirklich zugeht: Kollegen misshandeln Verdächtige und streichen Schmiergelder ein. Wer sich weigert mitzumachen, wird schnell zum Außenseiter und von den eigenen Kollegen unter Druck gesetzt.
Serpico versucht, die Missstände zu melden, aber seine Vorgesetzten behindern ihn und lassen ihn mehrfach versetzen. Zehn Jahre lang wandert er von Revier zu Revier und leidet unter dem ständigen Misstrauen der anderen Beamten. Auch privat kommt er mit anderen Leuten und wechselnden Freundinnen nur schwer zurecht, immer wieder leiden seine Mitmenschen unter seinem aufbrausenden Temperament.
Schließlich wenden er und einige wenige Vertraute sich an das Büro des Bürgermeisters. Aber selbst dort treffen sie auf taube Ohren – bis sie ihre Geschichte einem Reporter der New York Times erzählen und die Zeitung eine Titelgeschichte druckt. Nun wird ein Sonderausschuss gebildet und umfangreiche Ermittlungen beginnen. Serpico wird erneut versetzt und wenig später bei einem Einsatz angeschossen.
Die Verletzung überlebt er nur knapp, Hörschäden und Lähmungen bleiben zurück, aber er erhält endlich die langersehnte Beförderung zum Detective – die er verbittert ablehnt. Er sagt vor dem Ausschuss aus und bringt seine Hoffnung zum Ausdruck, ein Klima zu schaffen, in dem Polizisten sich künftig trauen, Korruption in den eigenen Reihen zu melden.
1972 scheidet er aus dem Polizeidienst aus.

## Hintergrund

### Produktion
Der Film wurde in umgekehrter Reihenfolge gedreht. Al Pacino ließ sich einen Vollbart stehen, der dann für jede Szene, die in der Chronologie des Films früher spielte, ein wenig kürzer getrimmt wurde.
Auf den Kinofilm folgte 1976 (deutsche Erstausstrahlung 1983) eine gleichnamige 15-teilige Fernsehserie, in der David Birney Serpico spielte.

### Der echte Serpico
Frank Serpico, geboren am 14. April 1936, erlebte die meisten Ereignisse so wie im Film dargestellt. Nach seinem Ausscheiden aus dem Polizeidienst ging er für ein Jahrzehnt nach Europa. Nach Anfeindungen von Polizisten und dem überraschenden Krebstod seiner vierten und letzten Frau Marianne verfiel er in Depressionen.
1980 kehrte er nach New York zurück. Bis heute setzt er sich öffentlich für Bürgerrechte und gegen Polizeigewalt und Korruption ein. 2012 sagte er in einem Interview, dass Al Pacino die Figur des Serpico „besser als ich selbst“ gespielt habe.

## Kritiken
„Sidney Lumets schonungsloser Tatsachen-Thriller zählt zu den großen Würfen des New Hollywood. Und Al Pacinos Porträt des fusselbärtig-hippiesken Idealisten zu den grandiosen Leistungen seiner Karriere.“

„Spektakulär die im Genre populären Action-Sequenzen an Originaldrehorten. Lumet verfilmte einen ähnlichen Stoff 1981 mit Prince of the City.“

„Der düstere, ernüchternde Copthriller beruht auf einem authentischen Fall. Regisseur Lumet ließ das Thema nicht mehr los: Sein tiefes Mißtrauen gegenüber dem Polizeiapparat verarbeitete er u. a. in Prince of the City (1981), Tödliche Fragen (1990) und Nacht über Manhattan (1997). Lumets jüngster Streifen Gloria lief kürzlich in den USA an und ist ein Remake des Films von John Cassavetes. Fazit: Schonungslos nüchtern, grandios gespielt“

## Auszeichnungen
- Oscar-Nominierung für Al Pacino (Bester Hauptdarsteller)
- Oscar-Nominierung für das beste Drehbuch
- Writers Guild of America, Preis für das beste Drehbuch (Drama)
- Grammy-Nominierung für Mikis Theodorakis (Bester Soundtrack)
- BAFTA-Nominierung für Mikis Theodorakis (Bester Soundtrack)
- BAFTA-Nominierung für Al Pacino (Bester Hauptdarsteller)
- BAFTA, Preis für Sidney Lumet (Beste Regie)
- Directors Guild of America, Sidney Lumet (Beste Regie)
- Golden-Globe-Nominierung für den besten Film
- Golden Globe für Al Pacino als bester Hauptdarsteller (Drama)[6]
- Das American Film Institute wählte die Figur Frank Serpico auf Platz 40 der größten Helden der US-amerikanischen Filmgeschichte
- Das American Film Institute wählte den Film Serpico auf Platz 84 der inspirierendsten Filme der US-amerikanischen Filmgeschichte